# Coltello da sopravvivenza

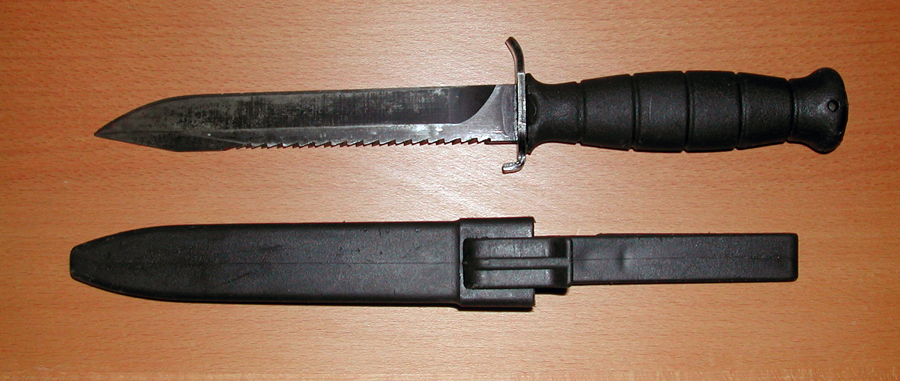
Feldmesser 81 della Glock

Un coltello da sopravvivenza è un coltello, generalmente per uso militare, che viene usato sul campo anche per combattimento corpo a corpo. Vengono usati anche come baionette su un fucile.
Per cacciare la selvaggina viene usato generalmente il coltello da caccia, ma quello da sopravvivenza può essere usato anche inastato (per bivacco) o come coltello da cucina campale.
La lama tipica misura ca. 15-20 cm.
Un noto esempio è il Feldmesser 81 della austriaca Glock. La versione Feldmesser 78 è senza seghettatura, utilizzato dalla Bundesheer come da altre organizzazioni nel mondo.